# Le Chesnay
Le Chesnay je město v západní části metropolitní oblasti Paříže ve Francii v departmentu Yvelines a regionu Île-de-France. Má 29 000 obyvatel. Od centra Paříže je vzdálené 16,7 km.

## Osobnosti města
- Auguste Bravais (1811 – 1863), fyzik
- Jean Rabier (1927 – 1997), kameraman
- Bernard-Pierre Donnadieu (1949 – 2010), herec
- Nicolas Anelka (* 1979), fotbalista

## Fakultní nemocnice
- Hôpital André Mignot

## Partnerská města
- Heppenheim, Hesensko, Německo